# ليتكرينو
ليتكرينو (بالروسية: Лыткарино) هي إحدى مدن روسيا في الكيان الفدرالي الروسي موسكو أوبلاست.